# Musculus triceps brachii
De musculus triceps brachii of driehoofdige armstrekker, meestal alleen triceps genoemd, is een grote driekoppige skeletspier bij de mens die de onderarm strekt. De spier ligt langs de achterzijde van de bovenarm. De naam triceps, Latijn voor 'driehoofdig', kan ook voor iedere andere skeletspier met drie aanhechtingspunten worden gebruikt. De triceps zorgt voor ongeveer zestig procent van de massa van de arm. De triceps zorgt voor het strekken van de elleboog, dus werkt tegengesteld aan de musculus biceps brachii, de biceps, die voor het buigen zorgt.
De lange kop, het caput longum begint onder de gewrichtskom van het schouderblad, bij een deel van het tuberculum infraglenoidale. Deze lange kop zorgt behalve voor de extensie van de elleboog ook voor adductie van de schouder. De beide andere delen, caput mediale en caput laterale, ontspringen aan de rugzijde van het opperarmbeen, humerus. De spier hecht bij het olecranon van de ellepijp aan, waarbij de pezen van het caput laterale en het caput longum over het caput mediale lopen en zo een gezamenlijke pees vormen. Er kan door met een reflexhamer dicht bij de elleboog een tik te geven op de pees van de triceps een reflex, een spierrekkingsreflex worden veroorzaakt, het tricepspeesreflex. 

## Websites
- (en)  triceps
- (en)  Triceps Brachii
- (en)  Upper Extremity Muscle Atlas. Triceps Brachii